# هند حنفي
هند محمد ممدوح حنفي، أول امرأة تتولى رئاسة جامعة مصرية في مصر والشرق الأوسط، من عام 2009 وحتى 2011.

## السيرة الذاتية
هند ممدوح حنفي، ولدت في اليوم الموافق 26 ستمبر عام 1952، في محافظة الأسكندرية، حصلت على الثانوية العامة عام 1968 ثم حصلت على بكاليورس في الطب والجراحة العامة بتقدير امتياز مع مرتبة الشرف من جامعة الإسكندرية عام 1975، ثم أجرت ماجستير في طب الأطفال بتقدير امتياز من جامعة الإسكندرية عام 1979، ثم دكتوراه في طب الأطفال من جامعة الإسكندرية عام 1985.

تدرجت في العديد من المناصب إلى أن تولت منصب رئاسة جامعة الإسكندرية في الفترة الموافقة من عام 2009 إلى عام 2011، لتكون بذلك أول امرأة تتولى رئاسة جامعة مصرية في مصر والشرق الأوسط، وذلك خلفا للدكتور ندير خير الله.

## المناصب والتدرج الوظيفي
- نائب مقيم في قسم طب الأطفال بالجامعة، من سنة 1977 إلى 1980.[1]
- معيدة بقسم الأطفال، بالكلية الطب، جامعة الأسكندرية من الفترة 26/4/1980 إلى 24/6/1980.[1]
- مدرس مساعد بقسم طب الأطفال، جامعة الإسكندرية، من الفترة 25/6/1980 إلى 30/12/1985.[1]
- أستاذ بقسم الأطفال، جامعة الإسكندرية، من الفترة 30/1/1995 إلى 11/10/2004.[1]
- رئيسة مركز تطوير التعليم الطبي، جامعة الإسكندرية، من الفترة 1/9/2003 إلى 11/10/2006.
- وكيل كلية الطب لشئون الدراسات العليا والبحوث، من الفترة 12/10/2004 إلى 10/9/2006.
- نائب رئيس جامعة الإسكندرية لشئون الدراسات العليا والبحوث، من الفترة 11/9/2006 إلى 1/8/2009.
- رئيس جامعة الإسكندرية من شهر أغسطس عام 2009 إلى 12 أكتوبر عام 2011.
- ساهمت في إنشاء وحدة مناظير الجهاز الهضمي للأطفال في كلية الطب بجامعة الإسكندرية.
- كانت عضوة بالحزب الوطني الديمقراطي المنحل.
- عضوة بالمجلس القومي للمرأة.[4]
- رئيسًة لمكتب الجامعات الفرانكوفونية بمنطقة الشرق الأوسط.[5]

## إنجازتها
أول امرأة تتولى رئاسة جامعة مصرية في مصر والشرق الأوسط، وهي جامعة الإسكندرية، واستطاعت أثناء توليها رئاسة الجامعة أن تجعلها في المرتبة الـ 147 ضمن أفضل 200 جامعة على مستوى العالم لعام 2010.

## تكريمات
- جائزة المعلم المثالي في مارس 2004 من نقابة أطباء مصر بالقاهرة.
- وسام فارس جوقة الشرف في 2011 من رئيس جمهورية فرنسا.
- تكريم الرئيس السيسي في يوم المرأة المصرية الذي يوافق يوم 21 مارس من كل عام.[9][10][11][12]